# جواو فرانكو
جواو فرانكو (بالبرتغالية: João Franco Ferreira Pinto Castelo Branco‏) هو سياسي برتغالي، ولد في 14 فبراير 1855 في البرتغال، وتوفي في 4 أبريل 1929 في نفس البلد. حزبياً، نشط في Liberal Regenerator Party ‏.

## روابط خارجية
- جواو فرانكو على موقع الموسوعة البريطانية (الإنجليزية)